# Les Saisons de passage
 (juillet 2020).
Si vous disposez d'ouvrages ou d'articles de référence ou si vous connaissez des sites web de qualité traitant du thème abordé ici, merci de compléter l'article en donnant les références utiles à sa vérifiabilité et en les liant à la section « Notes et références ».
Albums de -M-
En tête à tête
(2005) Îl(s)
(2013)
Les Saisons de passage est le quatrième album live de Matthieu Chedid, sorti le 6 décembre 2010. Le titre reprend celui d'un récit autobiographique d'Andrée Chedid paru en 1992 ; Andrée Chedid est la grand-mère du compositeur-interprète, avec laquelle il a entretenu une relation de collaboration artistique.
L'album est accompagné d'un DVD contenant un reportage sur la tournée : le film de Laurent Thessier, avec en bonus les prémices de Mister Mystère.

## Liste des titres

### CD 1
| No | Titre                 | Durée |
| -- | --------------------- | ----- |
| 1. | Crise                 | 2:57  |
| 2. | Mister Mystère        | 3:32  |
| 3. | Tangra                | 6:36  |
| 4. | Le roi des ombres     | 4:08  |
| 5. | Ça sonne faux         | 4:52  |
| 6. | Hold-Up               | 7:54  |
| 7. | La Fleur              | 3:08  |
| 8. | Est-Ce Que C'est Ça ? | 4:19  |
| 9. | La bonne étoile       | 6:35  |

### CD 2
| No  | Titre                      | Durée |
| --- | -------------------------- | ----- |
| 1.  | Délivre                    | 4:00  |
| 2.  | Je les Adore               | 3:41  |
| 3.  | Je Dis Aime                | 10:39 |
| 4.  | Mister Mystère             | 2:56  |
| 5.  | Le Complexe Du Corn Flakes | 5:25  |
| 6.  | Amssétou                   | 7:47  |
| 7.  | Medley                     | 12:04 |
| 8.  | Machistador                | 7:00  |
| 9.  | Prélude Au Parfum          | 3:00  |
| 10. | L'Élixir                   | 3:57  |
| 11. | Lettre à Tanagra           | 4:20  |

### CD 3
| No | Titre                            | Durée |
| -- | -------------------------------- | ----- |
| 1. | Ruby / La Fleur                  |       |
| 2. | La Fleur / Ma Mélodie / L'Élixir |       |
| 3. | La Belle                         |       |

### DVD
| No | Titre                          | Durée |
| -- | ------------------------------ | ----- |
| 1. | Les Saisons De Passage         |       |
| 2. | Les Prémices De Mister Mystère |       |